# Africanews

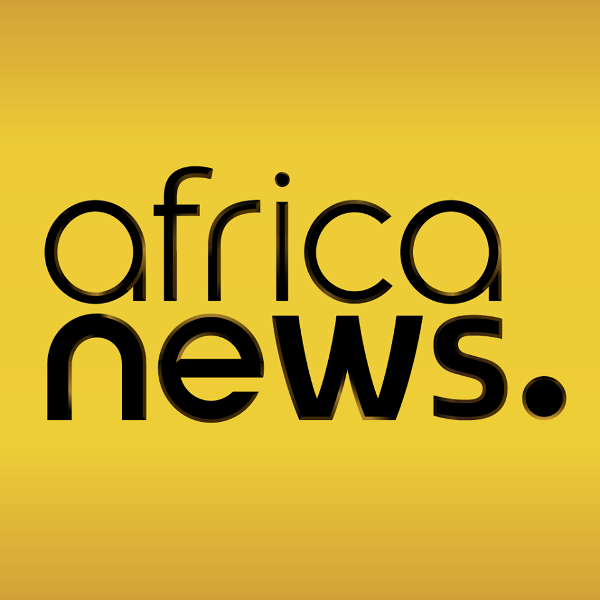
Logo alternativo

Africanews è un canale televisivo di informazione, legato ad Euronews, che trasmette in 33 paesi dell'Africa subsahariana, in lingua inglese e francese. Ha sede a Pointe-Noire, nella Repubblica del Congo, ed è di proprietà di Euronews SA.

## Storia
Il 4 gennaio 2016 è stato lanciato il sito internet di Africanews, presentato come il canale gemello di Euronews, pensato per l'Africa.
Il 20 aprile 2016, alle ore 18:00 CET (le 17:00 a Pointe-Noire), sono partite le regolari trasmissioni sul satellite e sul digitale terrestre in 33 paesi africani. Il lancio e i primi minuti di trasmissione sono stati trasmessi in diretta da Euronews. Attualmente il canale trasmette in inglese e in francese.

## Programmi
Il canale trasmette notizie e informazioni 24 ore al giorno. All'interno del palinsesto si articolano, similmente a quanto avviene a Euronews, diversi programmi:
- The Morning Call: Programma trasmesso tutti i giorni in diretta dagli studi di Africanews in Congo. Si concentra sui fatti accaduti nel mondo il giorno precedente o durante la notte, e tra gli argomenti trattati vi sono anche sport, politica, affari, oltre alla rassegna stampa. Lunedì a venerdì alle 7:00-8:00 CET.
- Meteo Africa / Meteo World: Previsioni del tempo sul continente africano e sul mondo.
- Business Africa: Notizie sull'economia africana. Giovedì alle 21:15-21:27 CET.
- International Edition: Un round-up sui principali fatti di cronaca e non solo degli ultimi sette giorni. Sabato alle 7:00-7:12 CET.
- This is Culture!: Uno sguardo sull'arte e sulle varie forme di intrattenimento di tutta l'Africa.
- Football Planet: Tutto quello che devi sapere sul calcio. Lunedì alle 21:15-21:25 CET.
- Focus: Reportage di approfondimento su un fatto di attualità.
- Markets: L'economia dei mercati finanziari africani e internazionali, il mercato azionario, i tassi di cambio e i prezzi delle materie prime.
- Sci-Tech: I più recenti sviluppi scientifici e tecnologici.
- No Comment: Riprese senza commento esterno.
- Global Conversation: Un'intervista tra un giornalista di Africanews e un decisore internazionale.

## Telegiornale (CET)
- 00:00 - 07:00 » The Nightshift
- 07:00 - 12:00 » Good morning Africa
- 12:00 - 19:00 » Daily News
- 19:00 - 00:00 » Prime Edition
- sabato e domenica » International Weekend

## Diffusione
Il canale viene diffuso sul satellite e sul digitale terrestre, attraverso le piattaforme Canal+ Afrique, Startimes, Zuku e Suburban.
I paesi in cui viene trasmesso il canale sono: Benin, Burkina Faso, Burundi, Camerun, Ciad, Costa d'Avorio, Gabon, Gambia, Ghana, Guinea, Guinea-Bissau, Guinea Equatoriale, Kenya, Liberia, Madagascar, Mali, Mauritius, Mozambico, Niger, Nigeria, Repubblica Centrafricana, Repubblica del Congo, Repubblica Democratica del Congo, Ruanda, São Tomé e Príncipe, Senegal, Sierra Leone, Sudafrica, Tanzania, Togo e Uganda.

## Lingue
| Data           | Lingua           |                                                    |
| -------------- | ---------------- | -------------------------------------------------- |
| 20 aprile 2016 | inglese francese | Africanews inizia le sue trasmissioni in 2 lingue. |

È stato annunciato che, prossimamente, verranno introdotte nuove lingue, quali il portoghese, lo swahili, l'arabo o il lingali.